# Smicridea chicoana
Smicridea chicoana is een schietmot uit de familie Hydropsychidae. De soort komt voor in het Neotropisch gebied.